# 32ª Brigada de Artillería Separada
La 32ª Brigada de Artillería Separada (ucranio: 32-а окрема артилерійська бригада) es una brigada de la Infantería de Marina de Ucrania formada en 2016.

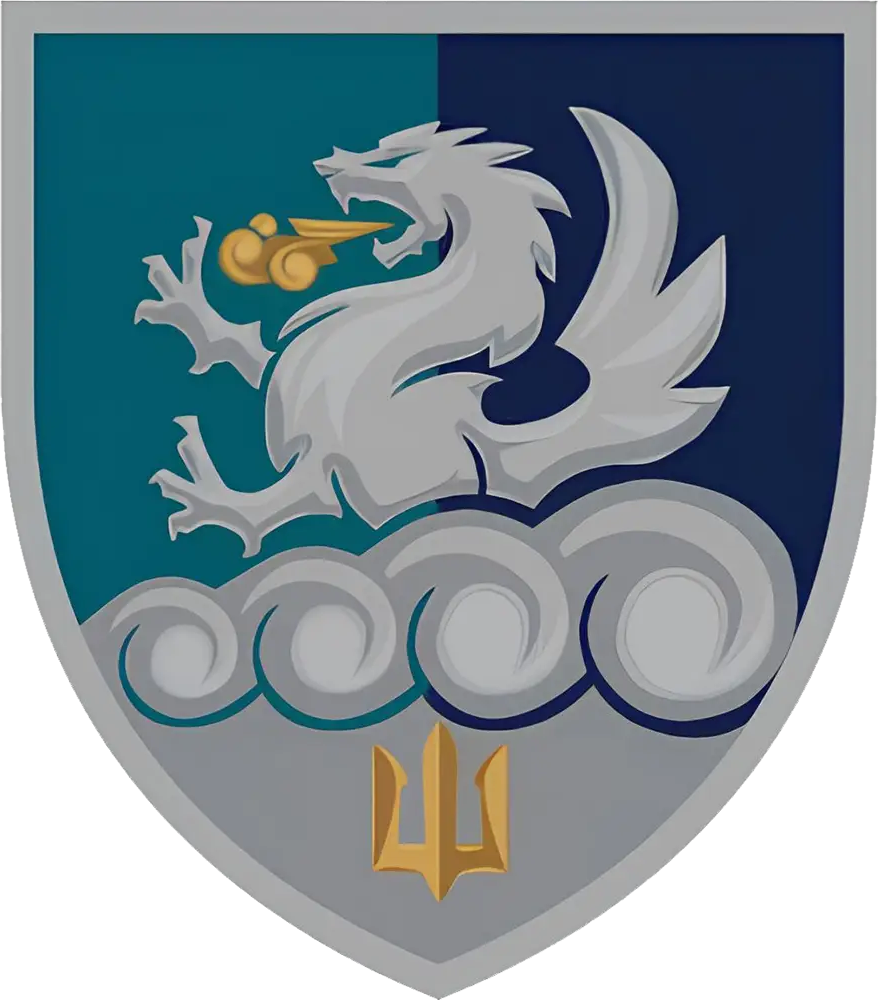
Insignia de la 32ª Brigada de Artillería de Cohetes

## Historia
La unidad se formó como 32.º Regimiento de Artillería de Cohetes sobre la base del batallón de artillería de la 406.ª Brigada de Artillería en 2016.

## Guerra Ruso-Ucraniana
En 2023, el regimiento de artillería de cohetes se reformó como brigada de artillería.

## Estructura
- Brigada del Cuartel General
  - 1er Batallón de Artillería
  - 2do Batallón de Artillería
  - 3er Batallón de Artillería
  - Batallón de Reconocimiento de Artillería
  - Compañía de Ingenieros
  - Compañía de Mantenimiento
  - Compañía Logística
  - Compañía de Señales
  - Compañía de Radares
  - Compañía Médica
  - Compañía de Protección de Defensa Nuclear, Radiológica, Biológica y Química